# Belle Shafir
Belle Shafir, hebräisch שפיר, בל (* 22. November 1953 in Amberg) ist eine deutsch-israelische Bildhauerin und Malerin.

## Leben
Belle Shafir wuchs in Amberg auf. Nach ihrer Schulzeit in Amberg wanderte sie 1972 als 19-Jährige nach Israel aus. Von 1984 bis 1988 absolvierte Belle Shafir ein Studium an der renommierten Kunsthochschule Avni Institute of Art in Tel Aviv. 1988 bis 1990 erfolgten fortgeschrittene Studien mit Rudi Lehman und Nahum Inbar. 1990 bis 1991 studierte und arbeitete sie im Studio von Gabi Ben-Jano in Raanana.
Belle Shafir lebt und arbeitet in Tel Aviv. Ihre Arbeiten zeigt sie in Einzel- und Gruppenausstellungen in Israel und im Ausland.

## Werk

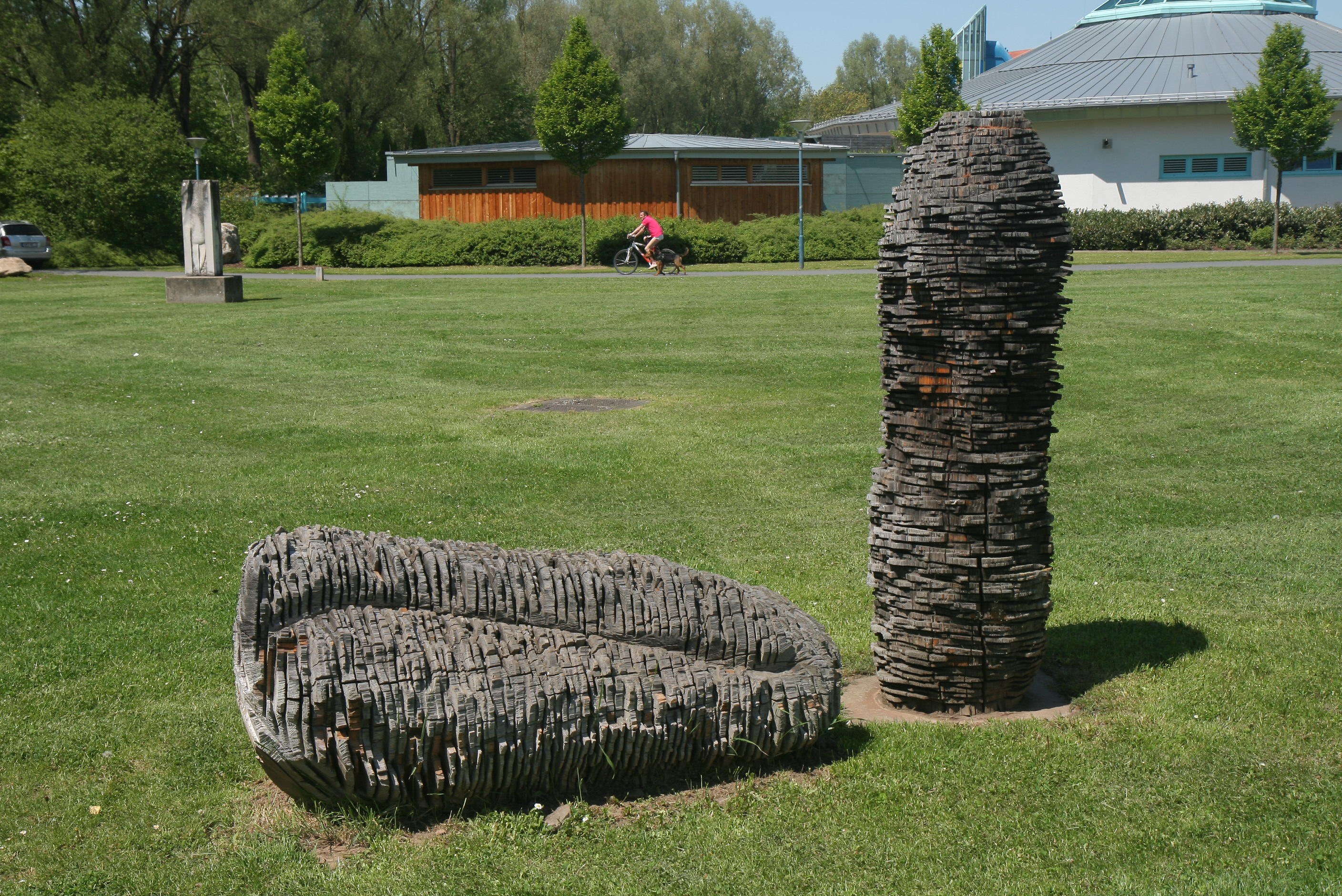
Ein Paar (2003). Holzskulptur auf dem Amberger Skulpturenweg

In den frühen 1990er Jahren konstruierte und installierte sie hauptsächlich aus natürlichen Materialien groß angelegte Umwelt-Werke, die zwischen dem rohen und dem bearbeiteten Zustand beziehungsweise zwischen Natur und Kultur vermitteln sollen. In diesen Werken und in beigefügten Zeichnungen und Gemälden hinterfragt Shafir die innere strukturelle Logik der natürlichen Formationen.
Während der 2000er Jahre verlagerte sich der Schwerpunkt ihrer Werke hin zu Innen-Installationen, in denen das Physische und das Imaginäre fast untrennbar miteinander verflochten sein sollen. Kleine Einheiten sind zusammen gruppiert, um komplexe, mit Tiefenstrukturen gemusterte Systeme darzustellen. Des Lebens Widerhall spielt in ihren Arbeiten auf versteckte Prozesse an, auf die heimliche Gestaltung realer Welten, die zwischen den Polen von Integration und Orientierungslosigkeit, Wachstum und Zerstörung, Aufbau und Unterlassung liegen.
Shafir erforscht die Spuren der Erinnerung in der Natur. In den letzten Jahren wurden aktuelle Entwicklungen zu Mutation, Genetik und Klonen in ihre Arbeit integriert.

## Ausstellungen
Einzelausstellungen:
- 1992    Sarah Erman Gallery, Tel-Aviv, Israel
- 1994    “For the tree of the Field is Man’s Life”, Petach-Tikva Museum, Israel und Galerie Maya Wildewuur, Hochhalen, Niederlande
- 1995    “Naturalis”, Artists’ House, Jerusalem, Israel
- 1997    “Circle of consciousness”, The Constant Sculpture Gallery, Ramat-Gan, Israel
- 1998    “Lapillus”, Many H. Gallery, Tel-Aviv, Israel
- 2002    “Portraitscriptum”, Sara Erman Gallery, Tel-Aviv, Israel
- 2002    The Path between a Maze, Sexual lust and Altar”, Seamgallery, Megadim, Israel
- 2003    “Venus verspinnt”, Gallery im b.i.b., Hannover, Deutschland
- 2005    “Close-up”, Artist’s house, Herzlya, Israel
- 2006    “Insitu”, Artists’ House, Tel-Aviv, Israel
- 2007    “Eugenics”, Municipality Gallery, Ra'anana, Israel
- 2011    “Fertility and Vegetativeness”, Museum Ein-Harod, Israel
- 2013    “Nuchal Translucency”, Dumbo Arts Festival 2013, A.I.R. Gallery, Brooklyn, NY, USA

Gruppenausstellungen:
- 1993    “Sculpture in the Little Forest”, Ra'anana, Israel
- 1997    “60 Years of the Blue Square”, Eretz Israel Museum, Tel-Aviv, Israel
- 1998    “The Garden-A Metaphor”, The University Botanical Gardens, Jerusalem, Israel
- 1998    “Storytime”, Candid Gallery, London, und Static Gallery, Liverpool, England, Artist’s House, Jerusalem und Nazareth, Israel
- 1999    “Earth”, Um el Fachem Gallery, Galilee, Israel.
- 1999    "Discourse”, Static Gallery, Liverpool, England.
- 1999    “Wir borgen uns ein Museum”, Das verborgene Museum, Berlin, Deutschland
- 2001    “The Mundane Muse”, Arad Museum, Arad; Janco-Dada Museum, Ein Hod; Rehovot Municipal Art Gallery, Rehovot, Israel
- 2001    “Verfügungsgrün” Hochbunker, Köln, Deutschland
- 2002    “Ambivalenzen”, Frauenmuseum, Bonn, Deutschland
- 2002    “Imaginaire feminin”, OPEN2002, Venice Lido, Italien
- 2003    “Displaced Self”, Installation, Sakshi Gallery, Mumbai, Indien
- 2004    “Moz – Muse II”, Gallery “526”, Lodsch, Polen
- 2005    “Red”, Municipality Gallery, Kfar-Saba, Israel
- 2007    "Simanashi”, Artist’s house, Herzlya, Israel
- 2008    “Memory of the Future”, Cite internationale des arts, Paris, Frankreich
- 2008    “Second Croatian Biennale of Illustration”, Klovicevi dvori Gallery, Zagreb, Kroatien
- 2009    "Not Necessarely Feminine (?)", Pyramida Gallery, Haifa, Israel
- 2011    “A women’s work is never done” A.I.R. Gallery, Brooklyn, NY, USA
- 2011    “Middle Yeast”, Palazzo Sant’ Elia, Palermo, Italien
- 2012    "Celebrating Kindred Spirits and Strange Bed Fellows", A.I.R.Gallery, Brooklyn, NY, U.S.A.
- 2012    "Cabinets of Wonder in Contemporary Art ", Museum of Contemporary Art, Herzliya, Israel
- 2016    „ENDE.NEU.“, Kunstraum NeuDeli, Leipzig, Deutschland

Ausgewählte Projekte:
- 1994    “The Seer’s Well”, Site Specific Sculpture: The Grizedale Forest, Lake District, England
- 1996    International Sculpture Project, Görlitz, Deutschland
- 1997    International Artists Symposium, Wiesbaden, Deutschland
- 1999    “The place where Art and Ecology meet”, Britanni Forest, Jerusalem, Israel
- 1999    “Naked Venus” Site Specific Sculpture, Akerby Sculpturepark, Nora, Schweden
- 1999    “Love Temple”, Khoj, India.
- 2000    “Cyfuniad 2001”, International Workshop with Residence, Liverpool und Plas Caerdeon, Wales, England
- 2002    “Temple del l’Amore”, Arte Sella, Borgo Vasulgana, Italien
- 2003    „Ein Paar“, Amberger Skulpturenweg, LGS-Gelände, Amberg, Deutschland
- 2009    Installation “& Co”, Skulpturenpark, Cipressa, Italien

Private Sammlungen in Deutschland, Niederlande, Indien, Israel, Thailand, Südkorea, England, Frankreich u. a. enthalten Werke von Belle Shafir.

## Auszeichnung
- 2005 Besonderer Preis der World Calligraphy Biennale in Jeollabuk-do, Südkorea